# Stazione di Hatta

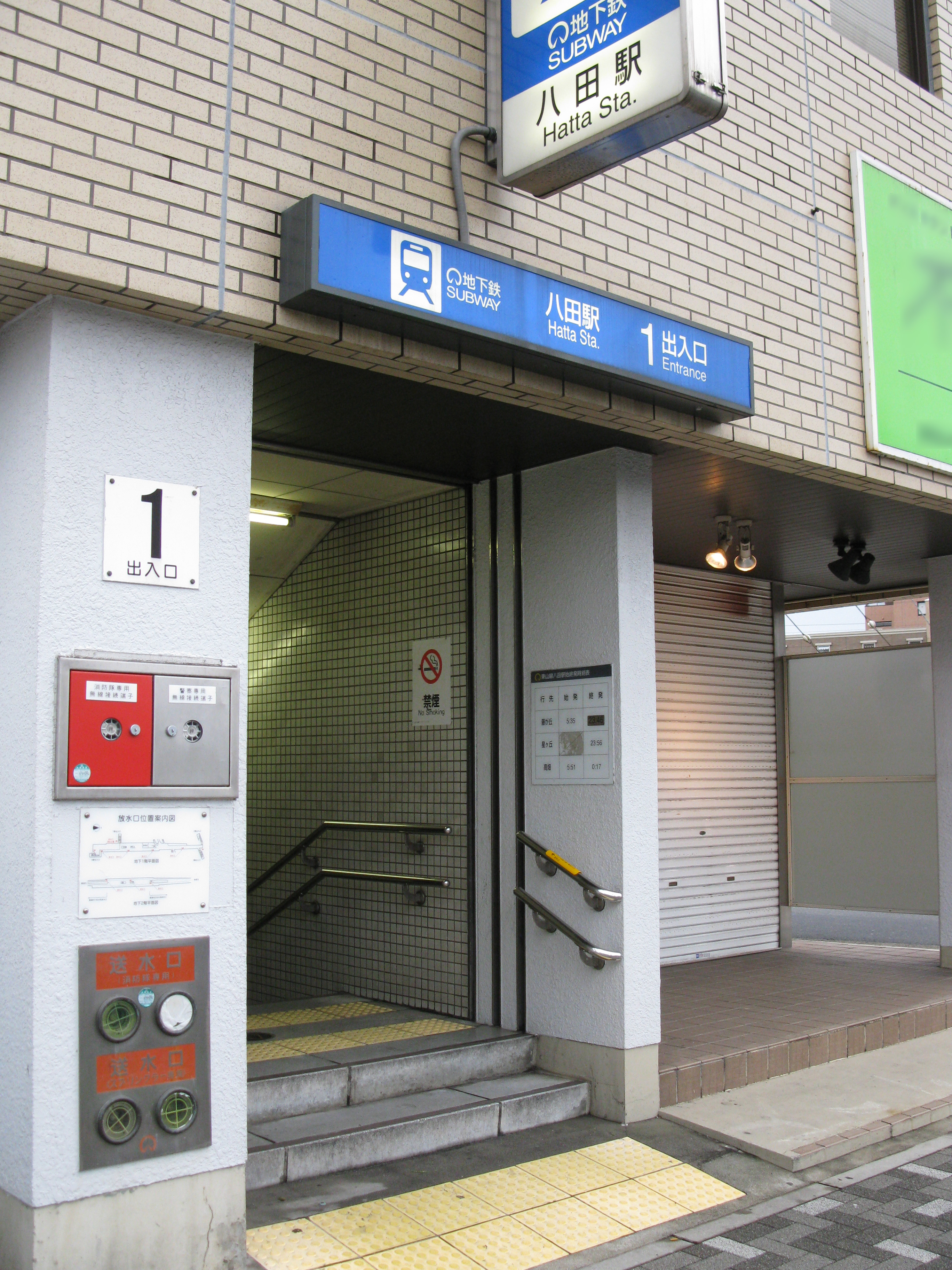
L'ingresso della metropolitana

La stazione di Hatta (八田駅?, Hatta-eki) è una stazione ferroviaria di interscambio di Nagoya situata al confine fra i quartieri di Nakagawa-ku e Nakamura-ku. La stazione funge da interscambio fra la linea principale Kansai della JR Central e la linea Higashiyama della metropolitana di Nagoya.

## Linee

### Treni
JR Central
■ Linea principale Kansai

### Metropolitane
Metropolitana di Nagoya
 Linea Higashiyama

## Struttura

### Stazione JR
La stazione è costituita da un marciapiede a isola e uno laterale con tre binari passanti su viadotto. Fa parte delle stazioni ferroviarie dell'area urbana di Nagoya.
| 1 | ■ Linea Kansai      | per Yokkaichi e Matsusaka |
| 2 | Binario di transito | Binario di transito       |
| 3 | ■ Linea Kansai      | per Nagoya                |

### Stazione della metropolitana
La stazione, sotterranea, è costituita da una banchina a isola con due binari passanti. Sono presenti ascensori e scale mobili.
| 1 | Linea Higashiyama | per Nagoya, Sakae, Higashiyama Kōen e Fujigaoka |
| 2 | Linea Higashiyama | per Takabata                                    |

## Stazioni adiacenti
| ≪                     | Servizio              | ≫                     |
| Linea principale Chūō | Linea principale Chūō | Linea principale Chūō |
| --------------------- | --------------------- | --------------------- |
| Nagoya                | Locale                | Haruta                |
| Transito              | Rapido sezionale      | Transito              |
| Transito              | Rapido                | Transito              |
| Transito              | Rapido "Mie"          | Transito              |
| Linea Higashiyama     |                       |                       |
| Takabata              | -                     | Iwatsuka              |